# 毛果木莲
毛果木莲（学名：Manglietia hebecarpa）为木兰科木莲属下的一个种。

## 扩展阅读
- 維基物種上的相關：毛果木莲